# Hyldemor (skytsånd)
 For alternative betydninger, se Hyldemor. (Se også artikler, som begynder med Hyldemor)
Hyldemor er hyldetræets skytsånd, i folketroen et overnaturligt kvindeligt væsen, der bor i eller under et hyldetræ. En kilde fra Odsherred knytter i stedet navnet til verbet "indhylle";  og den norske huldre, også et overnaturligt kvindelig skovvæsen, har navn efter norrønt hylja (= skjule). 
H.C. Andersen har skrevet eventyret Hyldemor om et hyldetræ i Nyboder, hvor han sammenligner hyldemor med en dryade.